# Armed Forces Bowl 2021
Match précédent Match suivant
L'Armed Forces Bowl 2021 est un match de football américain de niveau universitaire joué après la saison régulière de 2021, le 22 décembre 2021 au Amon G. Carter Stadium situé à Fort Worth dans l'État du Texas aux États-Unis.
Il s'agit de la 19e édition de l'Armed Forces Bowl.
Le match met en présence l'équipe des Tigers du Missouri issue de la Southeastern Conference et l'équipe indépendante des Black Knights de l'Army.
Il  est retransmis à la télévision par ESPN.
Sponsorisé par la société Lockheed Martin, le match est officiellement dénommé le 2021 Lockheed Martin Armed Forces Bowl.
L'Army gagne le match sur le score de 24 à 22.

## Présentation du match
| Équipes                                                                                               | Conférences  | Entraîneurs                      | Stats. saison rég. | Classements avant le bowl | Classements avant le bowl | Classements avant le bowl |
| --- | ------------ | -------------------------------- | ------------------ | ------------------------- | ------------------------- | ------------------------- |
| Équipes                                                                                               | Conférences  | Entraîneurs                      | Stats. saison rég. | CFP                       | AP                        | Coaches                   |
| Tigers du Missouri                                                                                    | SEC          | Eliah Drinkwitz (en) (2e saison) | 6-6                | NC                        | NC                        | NC                        |
| Black Knights de l'Army                                                                               | Indépendants | Jeff Monken (en) (8e saison)     | 8-4                | NC                        | NC                        | NC                        |
| - Arbitre : Derek Anderson (Big 12) - Équipe donnée favorite par les bookmakers : Army par 3½ points. |              |                                  |                    |                           |                           |                           |

Il s'agit de la 5e première rencontre entre les deux équipes : 
| Saison | Date              | Vainqueur | Score   | Perdant  | Compétition                                 |
| ------ | ----------------- | --------- | ------- | -------- | ------------------------------------------- |
| 1982   | 11 septembre 1982 | Missouri  | 23 - 10 | Army     | Saison régulière joué à Columbia (Missouri) |
| 1981   | 12 septembre 1981 | Missouri  | 64 - 10 | Army     | Saison régulière joué à Columbia (Missouri) |
| 1971   | 2 octobre 1971    | Army      | 22 - 06 | Missouri | Saison régulière joué à West Points (Army)  |
| 1968   | 5 octobre 1968    | Missouri  | 07 - 03 | Army     | Saison régulière joué à Columbia (Missouri) |

### Tigers du Missouri
Avec un bilan global en saison régulière de 6 victoires et 6 défaites (3-5 en matchs de conférence), Missouri est éligible et accepte l'invitation pour participer à l'Armed Forces Bowl de 2021.
Ils terminent 3e de la Division Est de la Southeastern Conference derrière #3 Georgia et #22 Kentucky.
À l'issue de la saison 2021, ils n'apparaissent pas dans les classements CFP, AP et Coaches.
Il s'agit de leur première apparition à l'Armed Forces Bowl.

### Black Knights de l'Army
Avec un bilan global en saison régulière de 8 victoires et 4 défaites, l'Army est éligible et accepte l'invitation pour participer au Armed Forces Bowl de 2021.
Ils terminent 3e des équipes indépendantes derrière #5 Notre Dame et #13 BYU.
À l'issue de la saison 2021, ils n'apparaissent pas dans les classements CFP, AP et Coaches.
Il s'agit de leur 4e participation à l'Armed Forces Bowl :
| Saisons | Dates            | Vainqueurs | Scores  | Finalistes      | Bilan |
| ------- | ---------------- | ---------- | ------- | --------------- | ----- |
| 2018    | 22 décembre 2018 | #22 Army   | 70 - 14 | Houston         | 3 - 0 |
| 2017    | 23 décembre 2017 | Army       | 42 - 35 | San Diego State | 2 - 0 |
| 2010    | 30 décembre 2010 | Army       | 16 - 14 | SMU             | 1 - 0 |